# سبک نگارشی
سبک نگارشی (انگلیسی: Writing style) در ادبیات، شیوه بیان اندیشه به زبانی است که ویژگی یک فرد، دوره، مکتب یا ملت را نشان دهد. برایان ری اشاره می‌کند، سبک نگارشی دغدغه‌ای است، که می‌تواند «روابط خوانندگان با متون، انتخاب‌های دستوری نویسندگان، اهمیت پایبندی به هنجارها در زمینه‌های خاص و انحراف از آن‌ها، بیان هویت اجتماعی و تأثیرات عاطفی ابزارهای خاص بر مخاطبان را نمایان کند.» بنابراین، سبک نگارشی اصطلاحی است که ممکن است در یک زمان به جنبه‌های منحصربه‌فرد عادت‌های نوشتاری یک فرد یا یک سند خاص و به جنبه‌هایی اشاره کند که فراتر از خود نویسنده است. سبک نوشتن، فراتر از عناصر ضروری املا، دستور زبان و نقطه‌گذاری، عبارت است از انتخاب کلمات، ساختار جمله و ساختار پاراگراف که برای انتقال مؤثر معنی استفاده می‌شود. اول به‌عنوان قواعد، عناصر، ملزومات، مکانیک یا کتابچه راهنما کاربرد دارد، و سپس به‌عنوان بلاغت. قوانین مربوط به کاری است که یک نویسنده انجام می‌دهد. سبک نگارشی در مورد چگونگی انجام نگارش توسط نویسنده است. یک نویسنده انعطاف‌پذیری زیادی در نحوه بیان یک مفهوم دارد. برخی پیشنهاد کرده‌اند که هدف سبک نگارشی این است:
- پیام را به سادگی، واضح و قانع‌کننده برای خواننده بیان کنید.[۷][۸][۹][۱۰]
- خواننده را متوجه، درگیر و علاقه‌مند نگه دارید.[۱۱][۱۲]

برخی پیشنهاد کرده‌اند که سبک نگارشی نباید:
- شخصیت نویسنده را نشان دهد.[۱۳]
- مهارت‌ها، دانش یا توانایی‌های نویسنده را نشان دهد.[۱۴][۱۵]

ممکن است موراد بالا بخشی از سبک فردی نویسنده باشد.
در حالی که این مقاله بر رویکردهای عملی به سبک نگارشی تمرکز دارد، سبک از تعدادی رویکرد منسجم، از جمله زبان‌شناسی پیکره‌ای، تنوع تاریخی، بلاغت، زبان‌شناسی اجتماعی، سبک‌شناسی استفاده می‌کند.

## انتخاب کلمات
واژگان یا انتخاب کلمات، عنصری از سبک نویسنده است.
پیشنهادها برای استفاده از واژگان شامل استفاده از فرهنگ لغت، و اجتناب از پرگویی و کلیشه‌ها است. چنین توصیه‌هایی را می‌توان در راهنماهای آموزش سبک نگارش یافت.

## انتخاب ساختار جمله
انتخاب ساختار جمله به نحوه انتقال معنا، عبارت‌بندی، انتخاب کلمه و لحن مربوط می‌شود. مشاوره در مورد این موضوعات و موضوعات دیگر را می‌توان در راهنماهای آموزش سبک نگارش یافت.

## انتخاب ساختار پاراگراف
پاراگرافها ممکن است یک ایده واحد را بیان کنند. ممکن است گام‌های کوچکی در بیان یک مقاله بزرگتر باشند. جملات موجود در یک پاراگراف ممکن است به طرق مختلف یکدیگر را پشتیبانی و گسترش دهند. توصیه‌هایی در مورد استفاده از پاراگراف‌ها می‌تواند شامل پرهیز از ناهماهنگی، برهم‌خوردگی یا پیچیدگی طولانی و ساخت‌وساز قرص و محکم باشد.

## صدای نویسنده
صدای نویسنده اصطلاحی است که برخی از منتقدان برای اشاره به ویژگی‌های متمایز یک اثر مکتوب از نظر بیان گفتاری استفاده می‌کنند. صدای یک اثر ادبی گروه خاصی از ویژگی‌هایی است که راوی یا «گوینده» نشان می‌دهد و از نظر لحن، سبک یا شخصیت ارزیابی می‌شود. تمایز بین انواع مختلف صدای روایی، تمایز بین انواع راوی از نظر نحوه خطاب با خواننده است (و نه از نظر برداشت از رویدادها، مانند مفهوم متمایز دیدگاه). به همین ترتیب در اشعار غیر روایی، گاهی اوقات بین صدای شخصی یک غزل خصوصی و صدای فرضی (شخصیت) یک مونولوگ نمایشی تمایز قائل می‌شود.
یک نویسنده از الگوهای جمله نه تنها برای بیان یک نکته یا بیان یک داستان، بلکه برای ارسال پیام به شیوه‌ای مشخص که در نظر دارد استفاده می‌کند.